# Raoul le Boucher
Raoul Musson (ur. 15 stycznia 1883 w Châtillon-sur-Loire, zm. 13 lutego 1907 w Nicei) – francuski zapaśnik i kolarz lepiej znany pod swoim pseudonimem ringowym jako Raoul le Boucher.

## Życiorys
Urodził się 15 stycznia 1883 w Châtillon-sur-Loire jako Raoul Musson. Na wczesnym etapie swojego życia został wysłany przez rodziców do Paryża, aby uczyć się zawodu rzeźnika i ostatecznie przejąć rodzinną rzeźnię. Tam też został dostrzeżony w czasie treningu siłowego i zachęcony do trenowania zapasów. W wieku 13 lat został uczniem Paula Ponsa, pierwszego mistrza świata w zapasach w stylu klasycznym. Debiutował w ringu w 1899, w wieku 16 lat. Szybko stał się jednym z najbardziej skutecznych zapaśników.

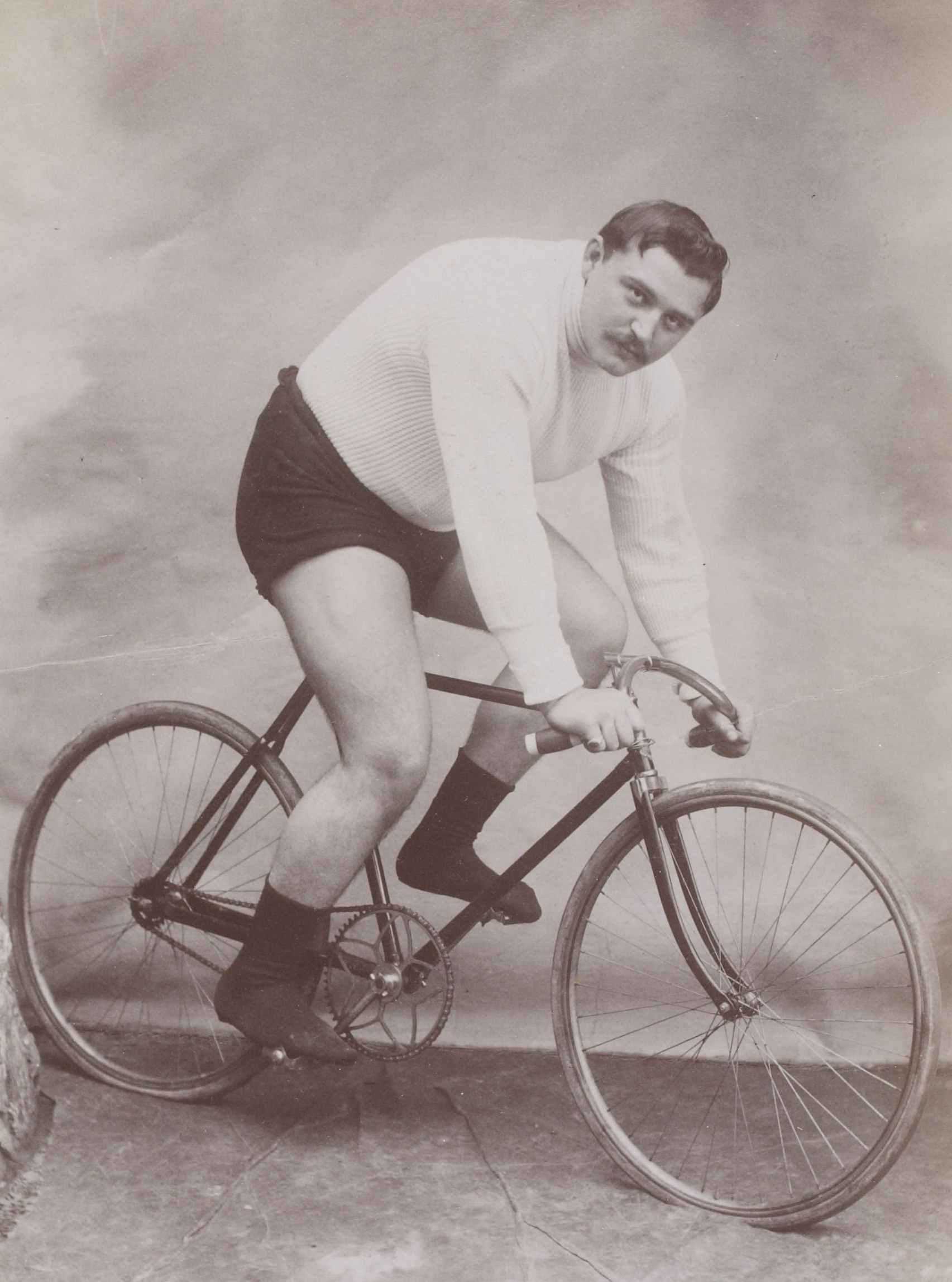
Raoul le Boucher jako kolarz na rowerze

Rozpoczynając karierę zapaśniczą miał 1,86 metrów wysokości i ważył 130 kilogramów, dlatego od razu zaczął w wadze ciężkiej. W 1899 wziął udział w mistrzostwach świata w Paryżu, których nie wygrał. Ze względu na rzeźniczą przeszłość, jako pseudonim ringowy wybrał sobie Raoul le Boucher (fr. Raoul Rzeźnik).
W 1901 Raoul le Boucher zajął trzecie miejsce na turnieju we Francji, a następnie występował za granicą. W Moskwie pokonał zapaśników, z którymi zwycięstwo było uważane za prestiż, takich jak  Michael Hitzler i Gabriel Lasartesse. W tym samym roku zajął czwarte miejsce na mistrzostwach w Casino de Paris. W 1903 zmierzył się z Duńczykiem Jessem Pedersenen w finale Pucharu Świata w Paryżu. Przegrał po dwóch godzinach i trzech minutach. Niejednokrotnie zmierzył się ze swoim trenerem Paulem Ponsem, który najczęściej wygrywał. W lipcu 1904 podróżował razem  z Paulem Ponsiem, Simonem Antonitschem, Leonem Dumontem i Anastace Anglio po Buenos Aires, biorąc udział w różnych turniejach. Oprócz tego był kolażem i brał udział w wyścigach w Nicei. W lutym 1906 oświadczył, że tymczasowo zawiesza karierę zapaśniczą.
Gazeta Vienna News World doniosła, że Raoul le Boucher ożenił się z bogatą Amerykanką. 1 listopada 1906 gazeta Hamburger Fremdenblatt napisała Znany francuski zapaśnik Raoul le Boucher na razie przeszedł na emeryturę i kupił prawdziwy zamek w Maisons-Laffitte, który jest otoczony parkiem o wielkości kilku kilometrów. W trakcie emerytury Raoul le Boucher rzucił wyzwanie mistrzowi świata Iwanowi Poddubnemu, jednak do pojedynku nigdy nie doszło.
Zimą przypadającą na rok 1906 i 1907 Raoul le Boucher spędził kilka miesięcy na Lazurowym Wybrzeżu, gdzie mieszkał w hotelu w Cap-d'Ail. Wraz ze swoim szwagrem odbył wiele podróży i stał się fenomenem w Nicei oraz jej okolicach. Pod koniec życia cierpiał na ciężką grypę. Pod wpływem gorączkowego delirium zawsze chciał wstać i wziąć udział w następnej walce zapaśniczej. Jego matka i dwie siostry, poinformowane przez telegram, przybyły natychmiast. Zabranie Raoula le Bouchera do samochodu, a następnie do szpitala wymagało pomocy pięciu silnych mężczyzn. Zmarł 13 lutego 1907 w Nicei. Gazeta Neuigkeits-Welt-Blatt poinformowała, że przyczyną zgonu było zapalenie opon mózgowych. Został pochowany na cmentarzu Cimetière de Maisons-Laffitte w Maisons-Laffitte.